# Tell Me Where It Hurts (ER)
Tell Me Where It Hurts is de zevende aflevering van het negende seizoen van de televisieserie ER, die voor het eerst werd uitgezonden op 14 november 2002.

## Verhaal
Dr. Kovac is nog steeds op zoek naar het ultieme seksgenot en bereikt hierin een nieuw dieptepunt, hij zoekt zijn plezier bij een prostituee. Op de SEH krijgt hij een patiënt die in zijn ogen is geschoten, hij wil dat een oogarts hem meteen behandelt. Als hij hoort dat er geen oogarts in het ziekenhuis is, gaat hij naar hem op zoek op een golfbaan. 
Nathan draait zijn dienst op de SEH en drijft iedereen tot wanhoop met zijn goedbedoelde adviezen naar de patiënten toe. Verder blijft hij een discussie voeren met dr. Corday over zijn ziekte van Parkinson en zijn toekomst als chirurg. 
Dr. Carter krijgt een Chinese vrouw onder behandeling die waarschijnlijk een zelfmoordpoging heeft gedaan. Met behulp van dr. Jing-Mei als tolk komt hij erachter dat zij zwanger is. Zij werkt als kinderjuffrouw voor een welgesteld Chinees echtpaar en zij is volgens dr. Carter zwanger van haar baas. Tot frustratie van dr. Carter weigert zij aangifte te doen tegen haar baas en gaat naar hem terug. Dan ontdekt dr. Carter dat het kind waar zij nu op past ook van haar is en daarom weigert zij aangifte te doen, bang om haar kind kwijt te raken.
Lockhart ontdekt dat haar broer Eric gedeserteerd is van zijn legerbasis en maakt zich zorgen over hem. Uit wanhoop belt zij de legerbasis en vraagt uit dr. Carters naam zijn medisch dossier op.

## Rolverdeling

### Hoofdrollen
- Noah Wyle - Dr. John Carter
- Laura Innes - Dr. Kerry Weaver
- Alex Kingston - Dr. Elizabeth Corday
- Goran Višnjić - Dr. Luka Kovac
- Sherry Stringfield - Dr. Susan Lewis
- Ming-Na - Dr. Jing-Mei Chen
- Andy Umberger - Dr. David Harvey
- Maura Tierney - verpleegster Abby Lockhart
- Laura Cerón - verpleegster Chuny Marquez
- Deezer D - verpleger Malik McGrath
- Yvette Freeman - verpleegster Haleh Adams
- Bellina Logan - verpleegster Kit
- Dinah Lenney - verpleegster Shirley
- Michelle Bonilla - ambulancemedewerker Christine Harms
- Lyn Alicia Henderson - ambulancemedewerker Pamela Olbes
- Julie Ann Emery - ambulancemedewerker Niki Lumley
- Emily Wagner - ambulancemedewerker Doris Pickman
- Sharif Atkins - Michael Gallant
- Don Cheadle - Paul Nathan
- Tom Everett Scott - Eric Wyczenski
- Leslie Bibb - Erin Harkins
- Abraham Benrubi - Jerry Markovic
- Troy Evans - Frank Martin
- Lisa Vidal - Sandy Lopez

### Gastrollen (selectie)
- Lake Bell - Jody Holmes
- James Sutorius - Dr. Abrams
- Jeff Corbet - Mike Dodds
- David Gail - sergeant Andrews
- Josh Keaton - Greg
- Michelle Krusiec - Tong-Ye
- Tzi Ma - Mr. Yeung
- Karin Co - Kim Yeung
- Robert Mandan - John Doe